# 富山県道240号新湊港線
富山県道240号新湊港線（とやまけんどう240ごう しんみなとこうせん）は富山県射水市内を通る一般県道である。

## 概要

### 路線データ
- 起点：富山県射水市港町（放生津）
- 終点：富山県射水市本町2丁目（国道415号・富山県道11号新湊庄川線交点）
- 延長：492m

## 歴史
- 1960年（昭和35年）4月23日 - 認定[1]

## 接続道路
- 射水市道（起点：射水市港町、放生津）
- 富山県道350号堀岡新明神能町線（射水市港町）
- 国道415号・富山県道11号新湊庄川線（終点：射水市本町2丁目）

## 通過する自治体
- 富山県
射水市

## 周辺
- 万葉線新湊港線 第一イン新湊 クロスベイ前駅
- クロスベイ新湊
- 射水市消防本部 新湊消防署
- 富山県立新湊高等学校
- 射水市立新湊小学校
- 北陸銀行 新湊支店
- 北陸労働金庫 新湊支店
- 新湊信用金庫 西部支店
- JAいみず野 新湊支店
- 射水新湊郵便局
- 新湊古新町郵便局
- カモン新湊ショッピングセンター
- シメノドラッグ 新湊店
- 新湊漁港
- 奈呉の浦大橋
- 伏木富山港
- 放生津